# Garth Ennis
Garth Ennis   (Holywood, 16 de gener de 1970), és un escriptor de còmics nord-americà, nascut a Irlanda del Nord, és conegut per la sèrie de DC Vertigo, Preacher (Predicador) amb l'artista Steve Dillon i la seva carrera de nou anys a la franquícia Punisher de Marvel Comics i The Boys amb l'artista Darick Robertson Ha col·laborat amb artistes com Dillon i Glenn Fabry a Preacher, John McCrea a Hitman, Marc Silvestri a The Darkness i Carlos Ezquerra a Preacher i Hitman. El seu treball li ha valgut el reconeixement a la indústria del còmic, incloses les nominacions al premi Comics Buyer's Guide Award for Favorite Writer (1997, 1998, 1999 i 2000).

## Biografia

### Primers anys de vida
Garth Ennis va néixer a Irlanda del Nord. Va aconseguir la ciutadania dels Estats Units el juliol del 2016.
Educat sense referents religiosos, la primera exposició d'Ennis a la idea de Déu va ser la d'un nen de sis anys a l'escola primària. El professor d'Ennis va dir a la classe que Déu era un ésser que podia veure dins del seu cor, que sempre estava al seu voltant i que finalment els recompensaria o castigaria. Ennis va descriure la idea com desconcertant, estranya i terrorífica. Més tard va utilitzar aquesta experiència a la seva sèrie de còmics, Predicador, el protagonista del qual rep una bufetada després de dir-li a la seva àvia que troba el concepte de Déu "aterridor". Tot i que la violència fictícia d'aquella història no es va reflectir en la criança real d'Ennis, els seus companys de classe més tard es van tranquil·litzar mútuament que tots estimaven Déu, tot i que Ennis va dir: "Crec que l'odio". Més tard, Ennis va preguntar a la seva mare sobre Déu i quan ella li va preguntar què en pensava sobre la idea, a la qual Ennis va respondre: "Sona una mica estúpid", una declaració que Ennis, adult, va aclarir que tenia per objectiu emmascarar la seva por. La resposta de la seva mare va ser: "Doncs aquí tens la resposta".
El 1987, Ennis es va fer amic de l'artista John McCrea mentre feia compres a la primera botiga especialitzada de còmics de Belfast, que va obrir McCrea i un altre amic. Ennis posteriorment va demanar a McCrea que il·lustrés el seu primer projecte professional de còmic. Va ser aquí quan Ennis va conèixer per primera vegada l'escriptor de còmics Alan Moore, que li va aconsellar centrar-se en treballs de la seva propietat en lloc de deixar que les companyies de còmics s'apropiessin de la seva propietat intel·lectual.

## Carrera

### Treball al Regne Unit
Ennis va començar la seva carrera com a escriptor de còmics en el seu dinou aniversari el 1989, amb la sèrie Troubled Souls a l'antologia britànica Crisis. Il·lustrat per l'amic Ennis, John McCrea, ja que viure a Irlanda del Nord significava que no necessitava material de referència per a la sèrie amb seu a Belfast, explica la història d'un jove protestant apolític atrapat pel destí en la violència del conflicte nord-irlandès. Va generar una seqüela, For a Few Troubles More, una àmplia comèdia amb dos personatges secundaris de Troubled Souls, Dougie i Ivor. El 1997, l'editor nord-americà Caliber va llançar Dicks, com una altra aventura de Dougie i Ivor. Diverses seqüeles amb aquests personatges van ser publicats posteriorment per Avatar Press.
Ennis, per explicar per què va escollir escriure "Troubled Souls" per debutar en els còmics, va explicar: "Era el tipus de coses que anaven bé en aquell moment. Hauria de ser completament clar i dir que, amb retrospectiva, el que realment representaven Troubled Souls era una ambició nua. Va ser un intent directe de publicar. I aquest va ser el camí que em va semblar més probable que em portés a l'èxit.
Una altra sèrie de Crisis va ser True Faith, una sàtira religiosa inspirada en els seus dies d'escola, dibuixada per Warren Pleece. Se'n va publicar una edició en album el 1990, però una sèrie de queixes d'esglésies i grups religiosos van fer que es retirés ràpidament de la venda. Va ser reeditat el 1997 pel segell Vertigo de la marca DC Comics dels Estats Units. La trama segueix un adolescent ateu que va a l'escola cristiana. Després d'insultar públicament la religió dels seus companys de classe per tornar a trobar a una noia que li interessava i que no retornava els seus sentiments romàntics, el noi crida l'atenció d'un malteista i és obligat a ajudar-lo a assassinar clergues i bombardejar esglésies. Després de la mort del malteista, el llibre acaba amb l'heroi ateu que de bon grat realitza un tiroteig a la seva escola cristiana. En la introducció a l'edició Vertigo, Ennis va descriure això com a compliment dels desitjos. Poc després, Ennis va començar a escriure per a la sèrie de còmics del Regne Unit, 2000 AD, i més tard va escriure històries per al personatge insígnia del títol, el jutge Dredd, prenent el relleu del creador John Wagner durant diversos anys. Les històries d'Ennis Dredd inclouen "Muzak Killer", un pastitx de la música popular; "Emerald Isle", una història descarada ambientada a la Irlanda natal d'Ennis; i el "Judgment Day", format per 20 parts. Ennis també va contribuir amb la història "Time Flies", amb l'artista Philip Bond, que tractava de paradoxes de viatges en el temps i nazis.
El 2001, després de molta feina als Estats Units, Ennis va tornar breument als còmics del Regne Unit per escriure la història del jutge Dredd "Helter Skelter". Ennis va dir després que "no hi havia cap esperança" que tornes a escriure Dredd, ja que generalment no estava satisfet amb la seva carrera. "Estic massa a prop de Dredd. M'agrada massa. No puc manipular la fórmula; ni puc perdre el cap com ho faig amb els superherois".

## DC Comics

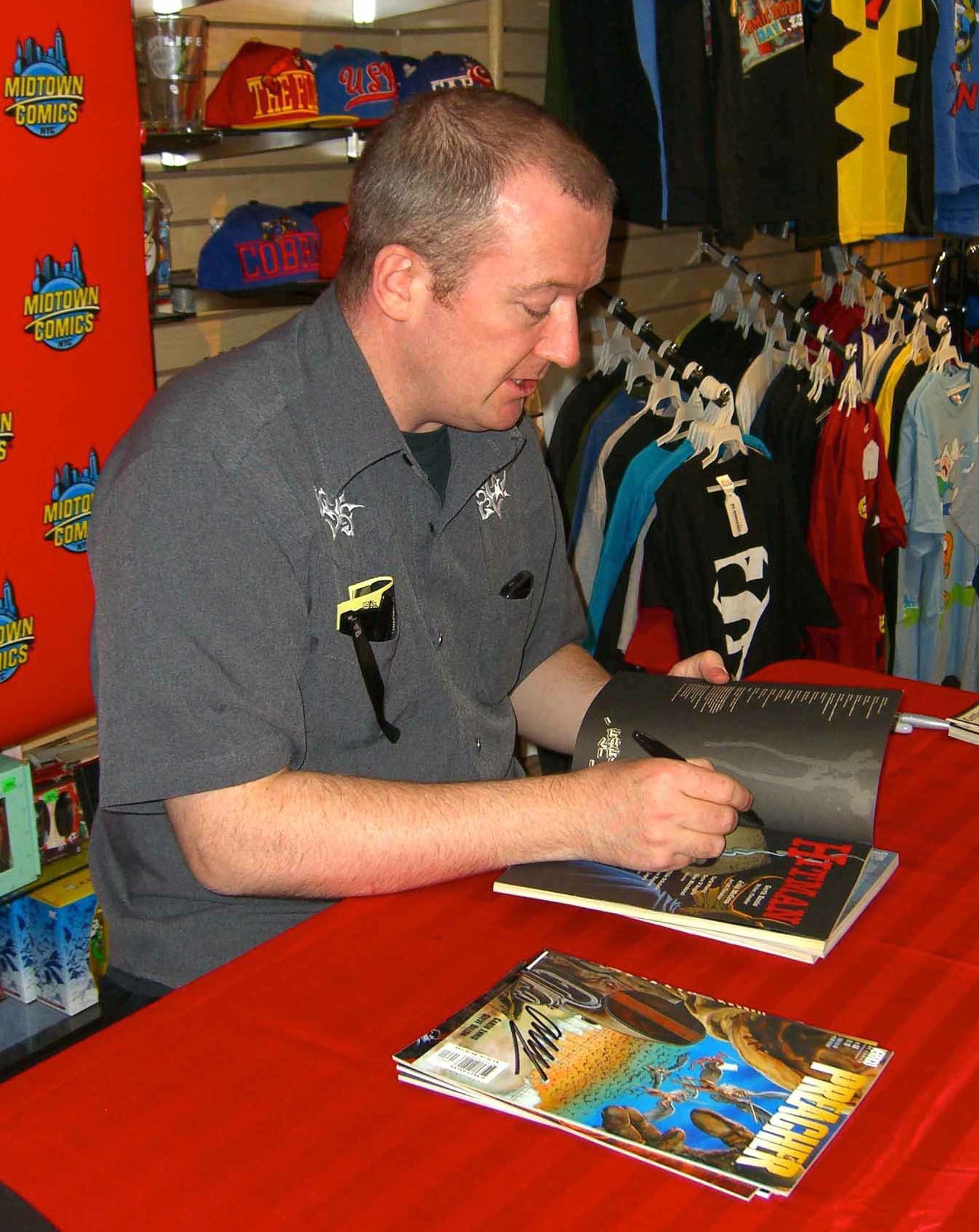
Ennis signant còpies de Hitman and Preacher en un estand el 19 d'abril de 2012 al Midtown Comics Downtown de Manhattan

El 1991, Ennis es va fer càrrec de la sèrie de terror Hellblazer, del segell de DC Comics  Vertigo. Va escriure la sèrie fins al 1994, amb Steve Dillon que es va convertir en l'artista habitual durant la segona meitat de la carrera d'Ennis; Ennis i Dillon es convertirien més tard en col·laboradors habituals en altres còmics, incloent el one-shot,  Heartland, explorant personatges secundaris de Hellblazer. Anys després, Ennis va tornar breument a Hellblazer per a la història de cinc parts de "Son of Man" amb l'artista John Higgins.